# Jamel Eddine Bouabsa
 (octobre 2012).
Si vous disposez d'ouvrages ou d'articles de référence ou si vous connaissez des sites web de qualité traitant du thème abordé ici, merci de compléter l'article en donnant les références utiles à sa vérifiabilité et en les liant à la section « Notes et références ».
Jamel Eddine Bouabsa ou Jameleddine Bouabsa est un athlète et entraîneur de football tunisien.

## Carrière d'athlète
Lors des championnats de Tunisie d'athlétisme 1961, il remporte le 100 mètres puis les titres du 100 et du 200 mètres en 1962, et celui du 200 mètres en 1963.

## Carrière d'entraîneur
- 1972-1974 : Club africain
- 1974-1976 : Club sportif de Hammam Lif
- 1976 : Club olympique des transports
- 1979-1980 : Olympique de Béja
- 1981-1982 : Club sportif de Hammam Lif
- 1984-1985 : Avenir sportif de Gabès
- 1994-1995 : Stade africain de Menzel Bourguiba
- 1995 : Océano Club de Kerkennah
- 1997 : Stade africain de Menzel Bourguiba

## Palmarès
Avec le Club africain, il réalise le doublé lors de la saison 1972-1973.
- Championnat de Tunisie :
  - Champion : 1973, 1974
- Coupe de Tunisie :
  - Vainqueur : 1972, 1973
- Coupe du Maghreb des clubs champions :
  - Champion ; 1974